# Fabryka Samochodów Ciężarowych w Lublinie
Fabryka Samochodów Honker – polski producent samochodów, kontynuator tradycji Lubelskiej Fabryki Samochodów Ciężarowych (nazwa nadana 1 stycznia 1951 roku), jednego z największych zakładów przemysłowych Lubelszczyzny i (pod względem ilości i wartości produkcji) czołowych producentów branży samochodowej w Polsce II połowy XX wieku.

## Okres PRL

### Początki

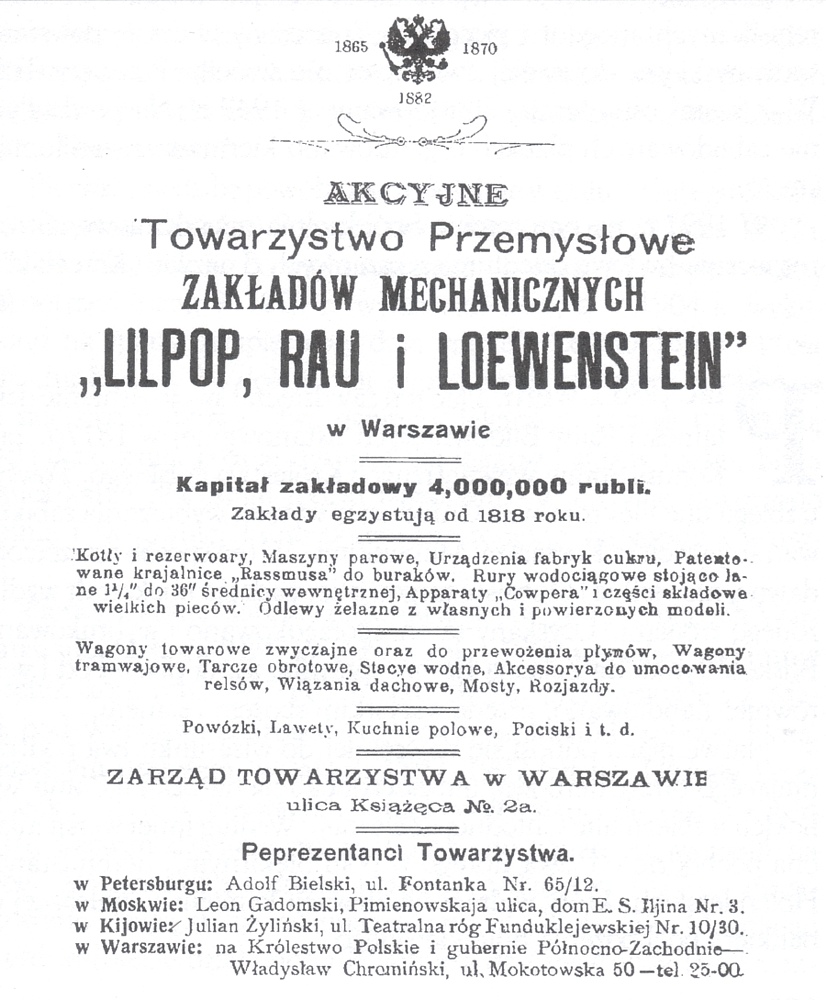
Reklama Towarzystwa Przemysłowego Lilpop, Rau i Loewenstein

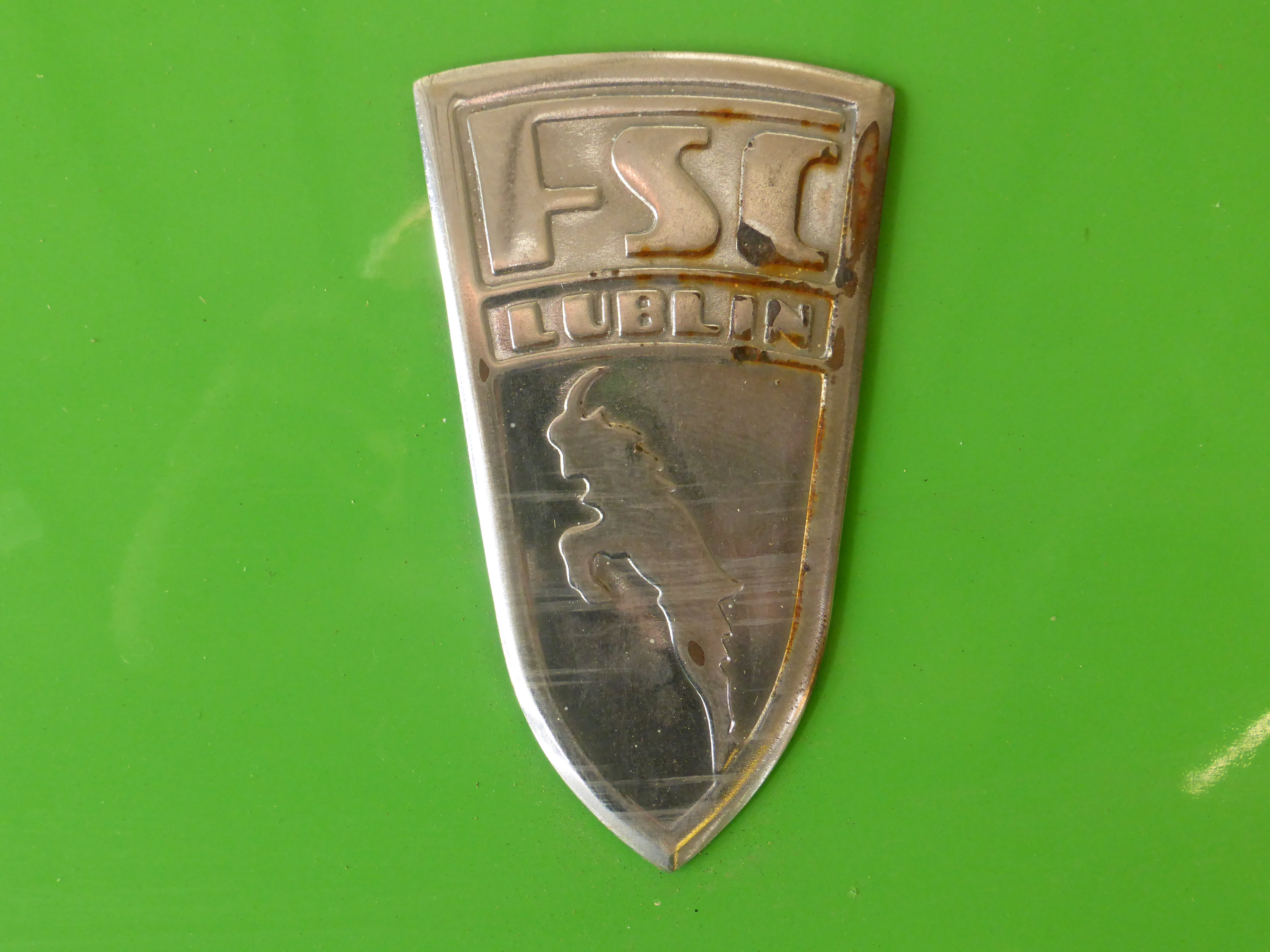
Logo FSC na samochodzie Żuk

Pomysł utworzenia w tym miejscu (północno-wschodnia część Lublina) fabryki samochodów pojawił się przed II wojną światową. We wrześniu 1938 roku w dzielnicy Tatary rozpoczęto budowę hali produkcyjnej warszawskiej firmy Lilpop, Rau i Loewenstein. Przedsiębiorstwo to zamierzało tam produkować podzespoły do samochodów osobowych i ciężarowych na licencji amerykańskiego Chevroleta. Planowano rozpoczęcie produkcji silników, mostów napędowych przednich i tylnych, układów kierowniczych, a także sprzęgieł i skrzyni przekładniowych. Silniki miały być wytwarzane w liczbie do 10 tys. sztuk rocznie, a ich produkcja przeznaczona na potrzeby krajowe. Wskutek wybuchu II wojny światowej inwestycja została przerwana.
Do realizacji wcześniejszych założeń powrócono po 1945 roku, kiedy to ocalała część zakładów w Lublinie stała się podstawą dla tworzonej „Fabryki Samochodów Ciężarowych”. Decyzję o powstaniu fabryki podjęto na kongresie Zjednoczeniowym PPS i PPR w 1948 r. Powstanie lubelskiej fabryki na wiele lat znacząco wpłynęło na kształtowanie się nowego, rodzącego się po wojnie miasta. FSC wywarła bezpośredni wpływ na rozwój otaczających ją dzielnic mieszkalnych – Tatar oraz Bronowic. Nowe trakcje komunikacyjne były wytyczane z myślą o zakładzie produkcyjnym.
Pierwsze prace nad FSC rozpoczęły się w grudniu 1950 roku. Inżynierowie z ZSRR sprawowali nadzór nad całością prac budowlanych i montażowych, zaś pierwsi pracownicy lubelskiej FSC przeszli szkolenie w radzieckich zakładach GAZ. Z ZSRR zaczęła też nadchodzić dokumentacja techniczna i oprzyrządowanie. Jednym z pierwszych obiektów oddanych do użytku był wydział montażu głównego razem ze spawalnią i lakiernią.

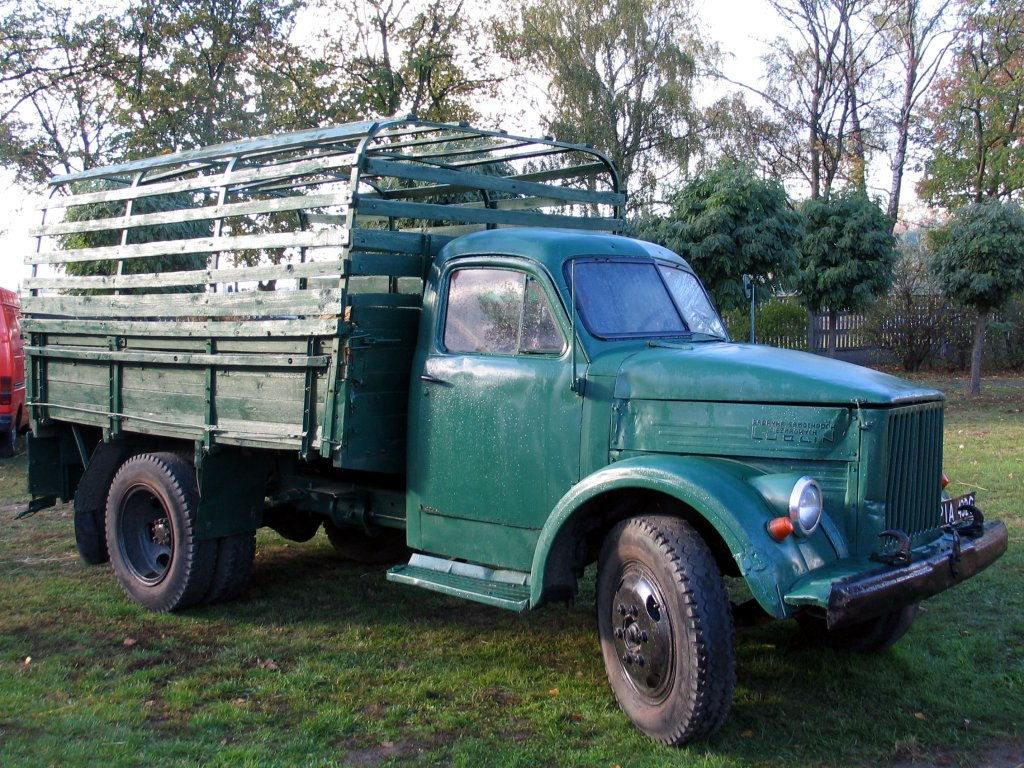
FSC Lublin-51

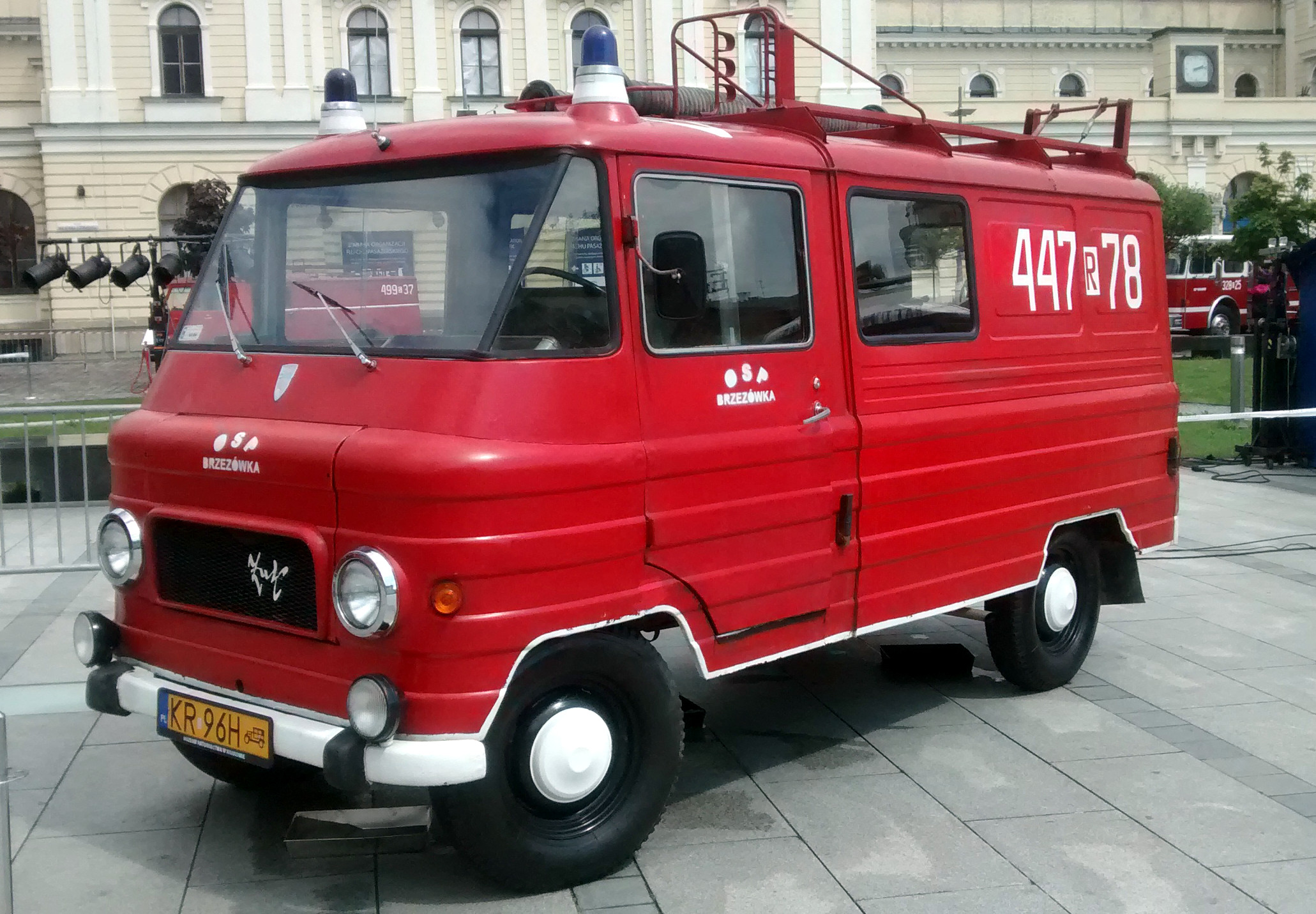
FSC Żuk A-15 w wersji pożarniczej

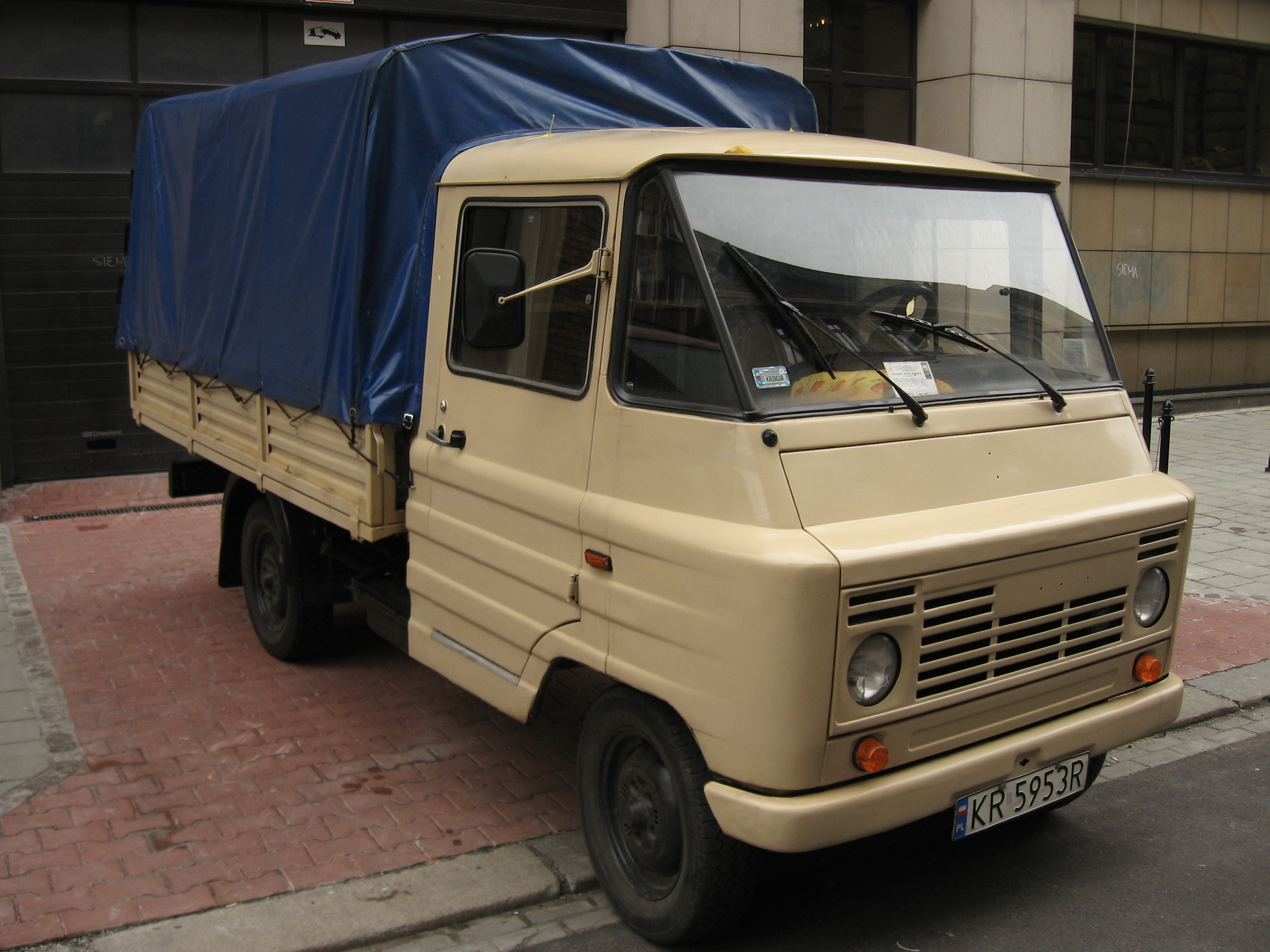
FSC Żuk A-11B

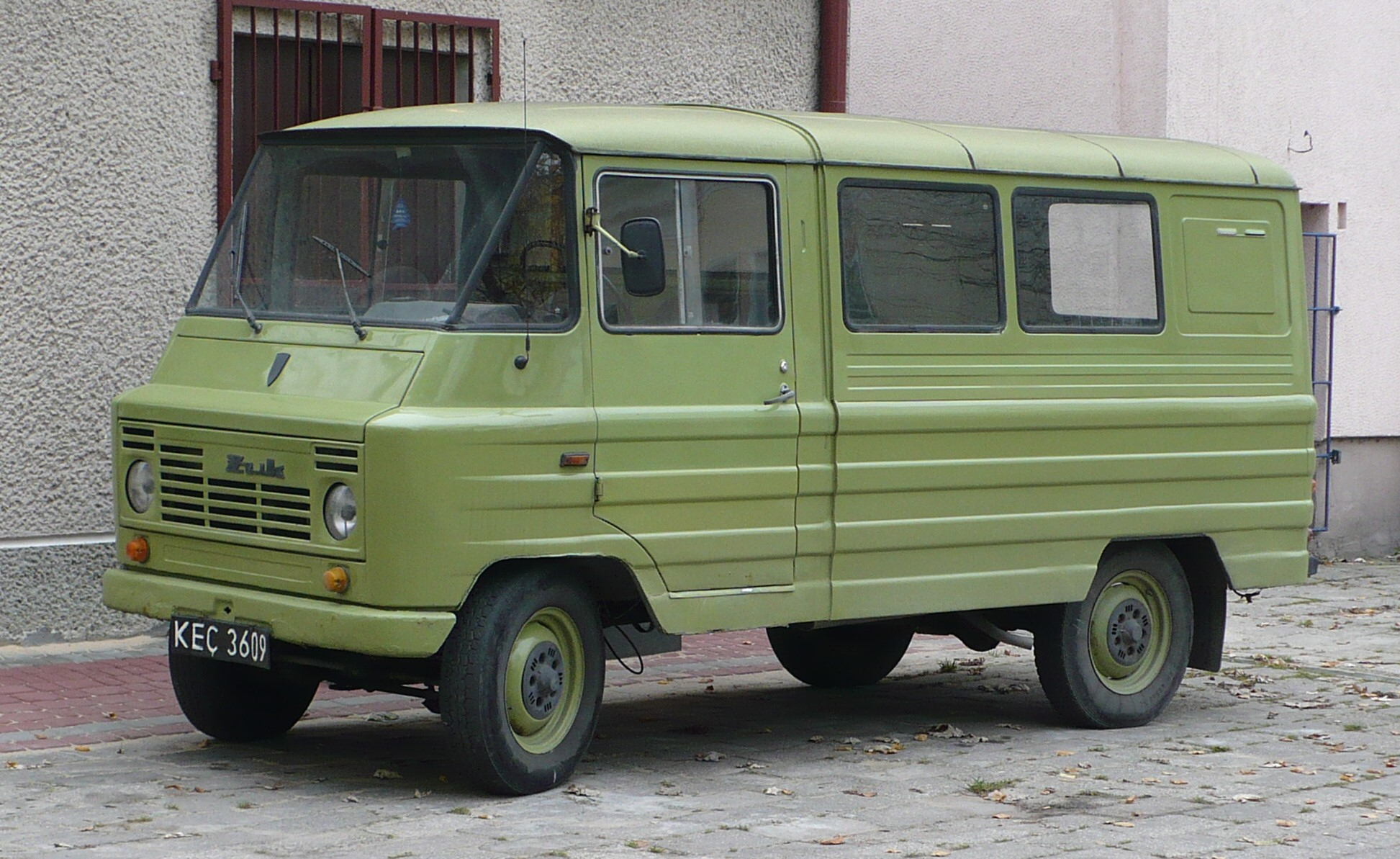
FSC Żuk A-07

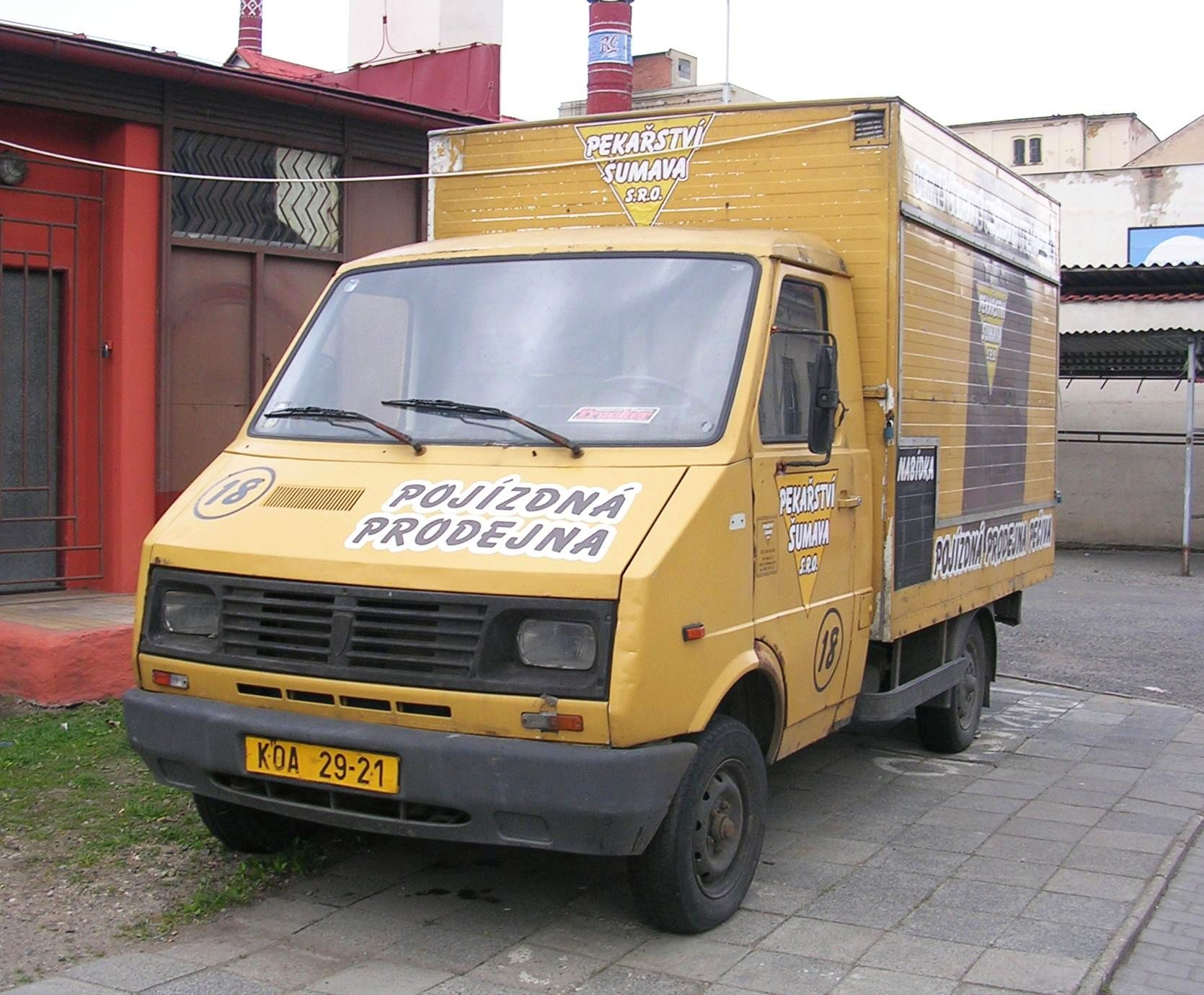
FS Lublin 33 w Czechach

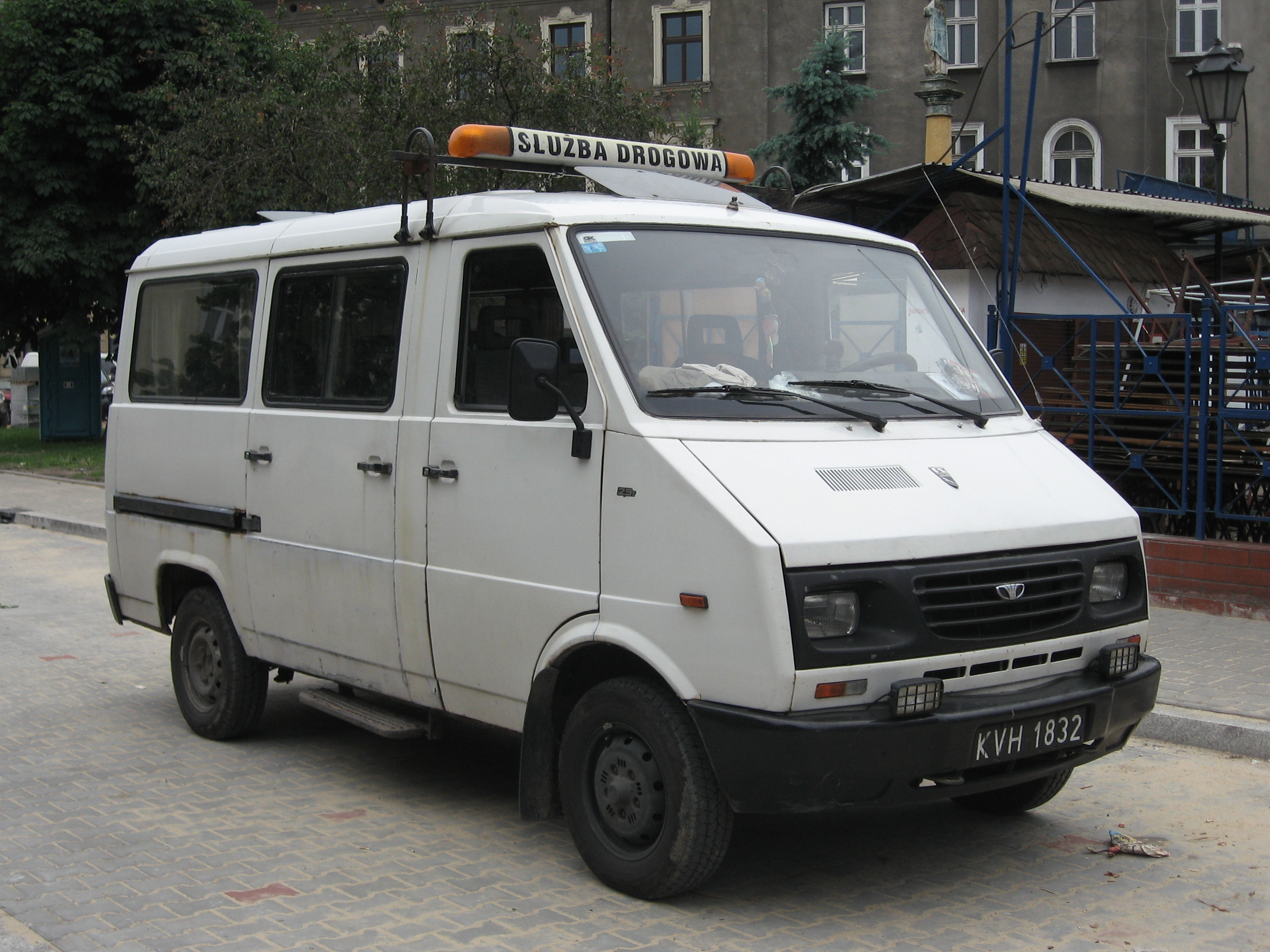
Daewoo Lublin II

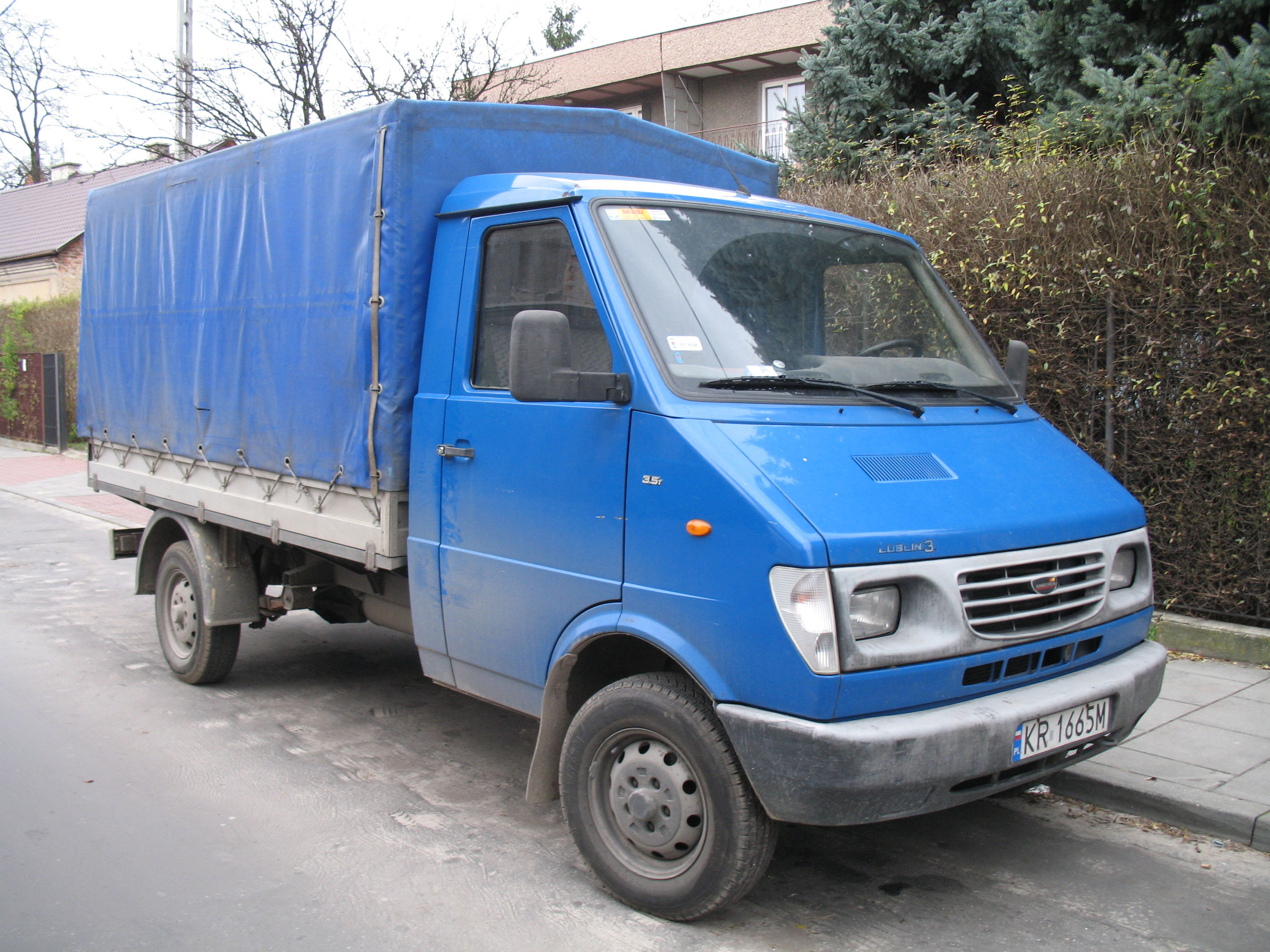
Andoria Lublin 3

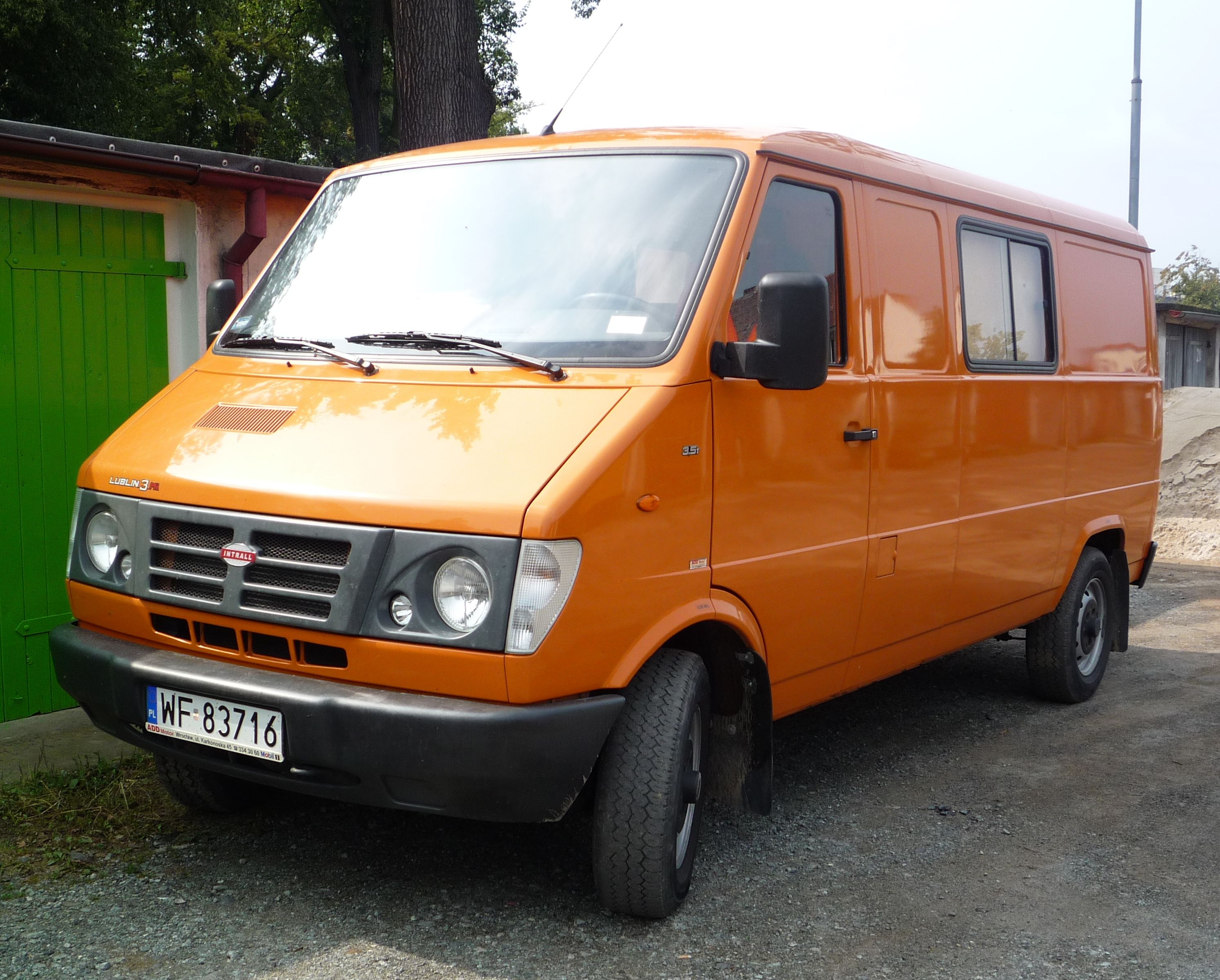
Intrall Lublin 3Mi

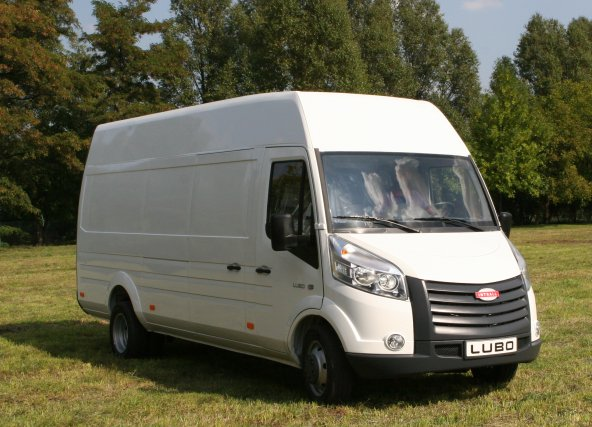
Intrall Lubo (prototyp)

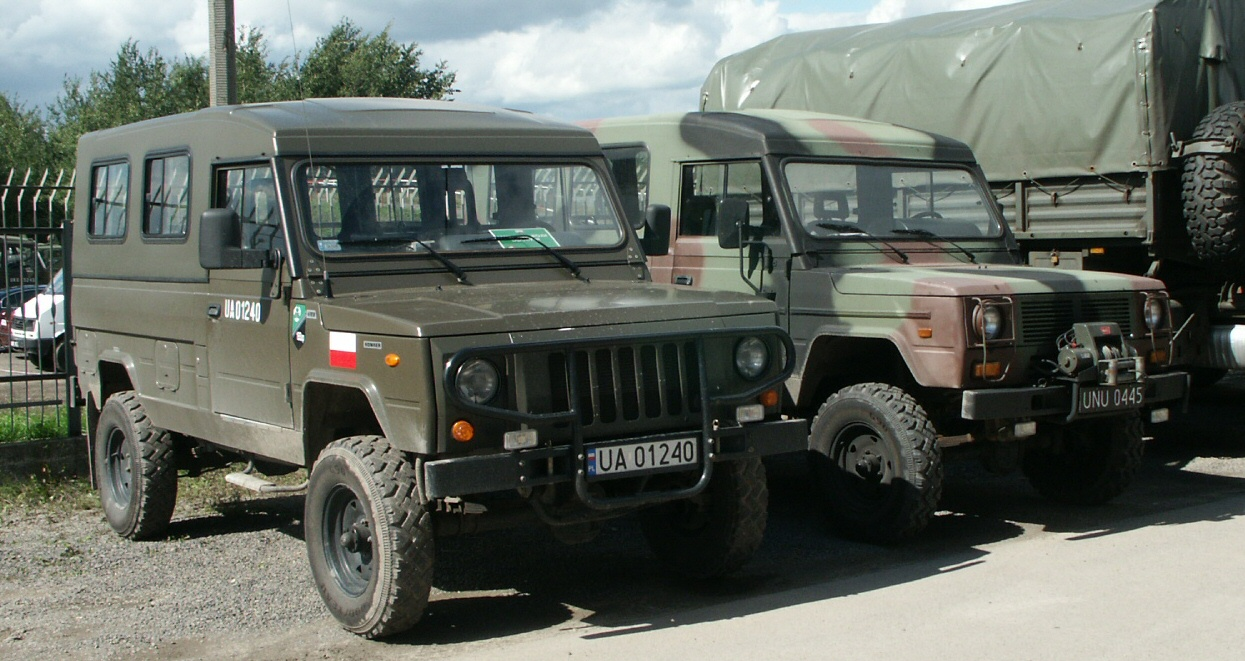
Honker 2000

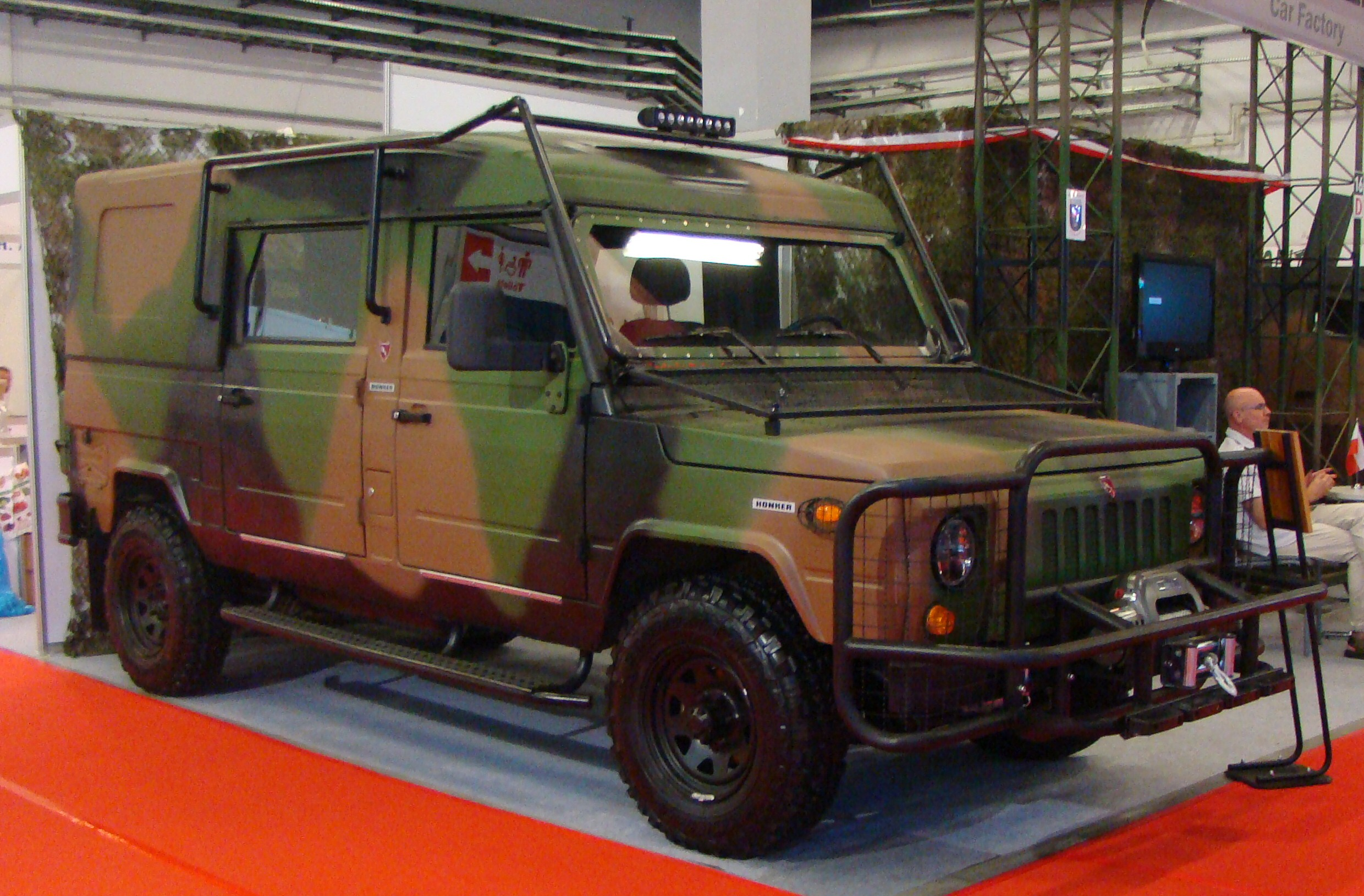
Honker 5-drzwiowy

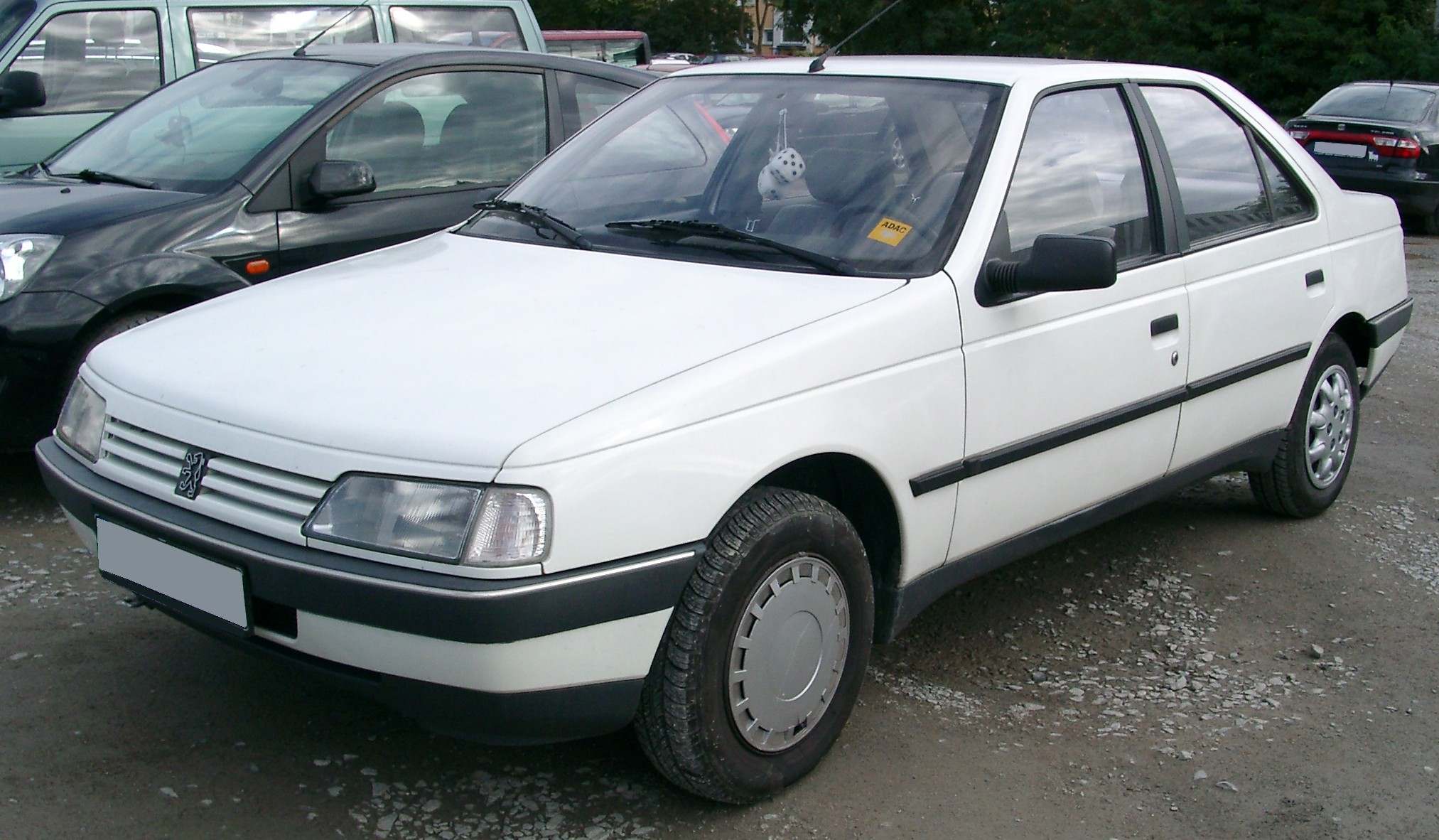
Peugeot 405

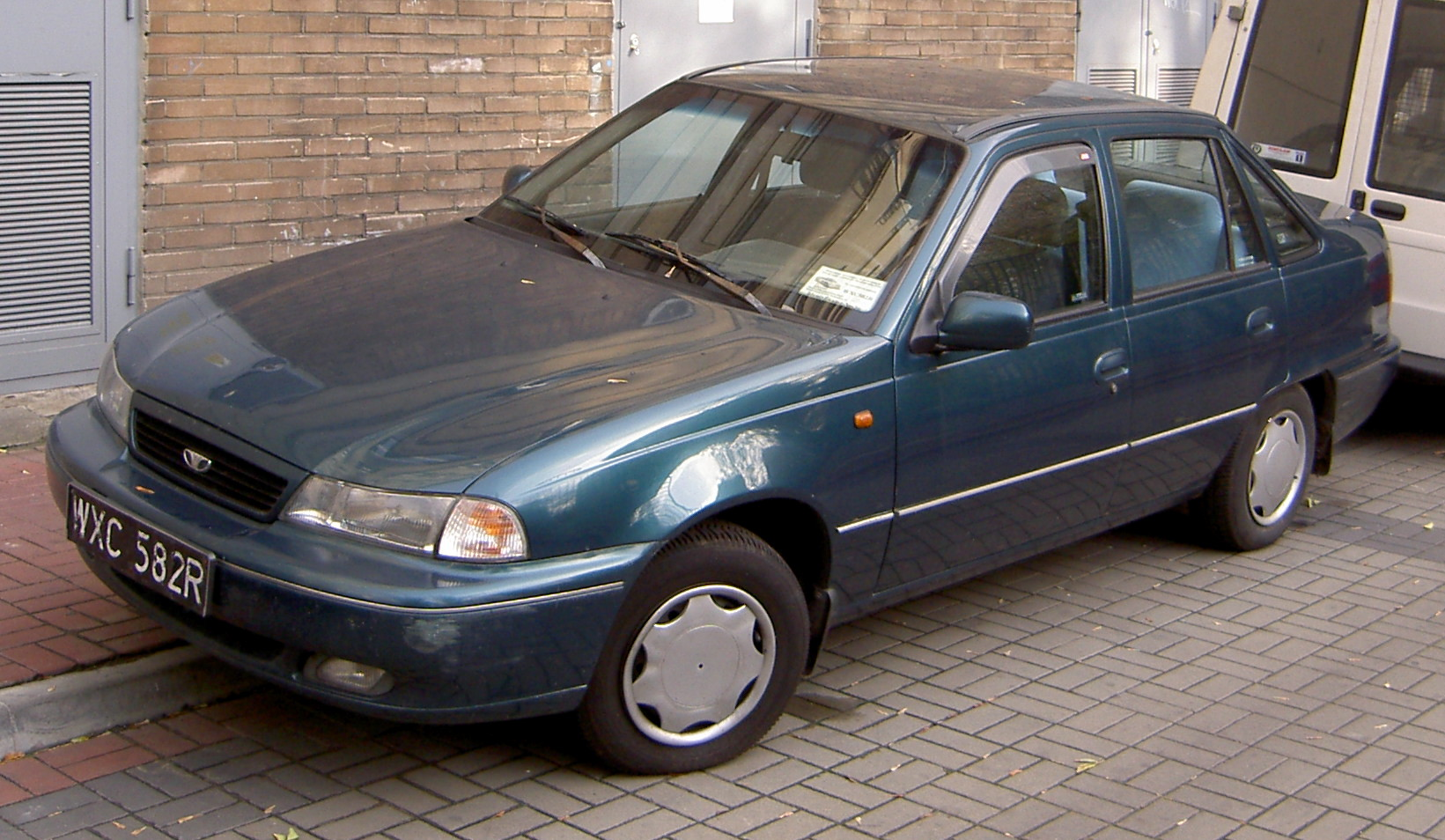
Daewoo Nexia

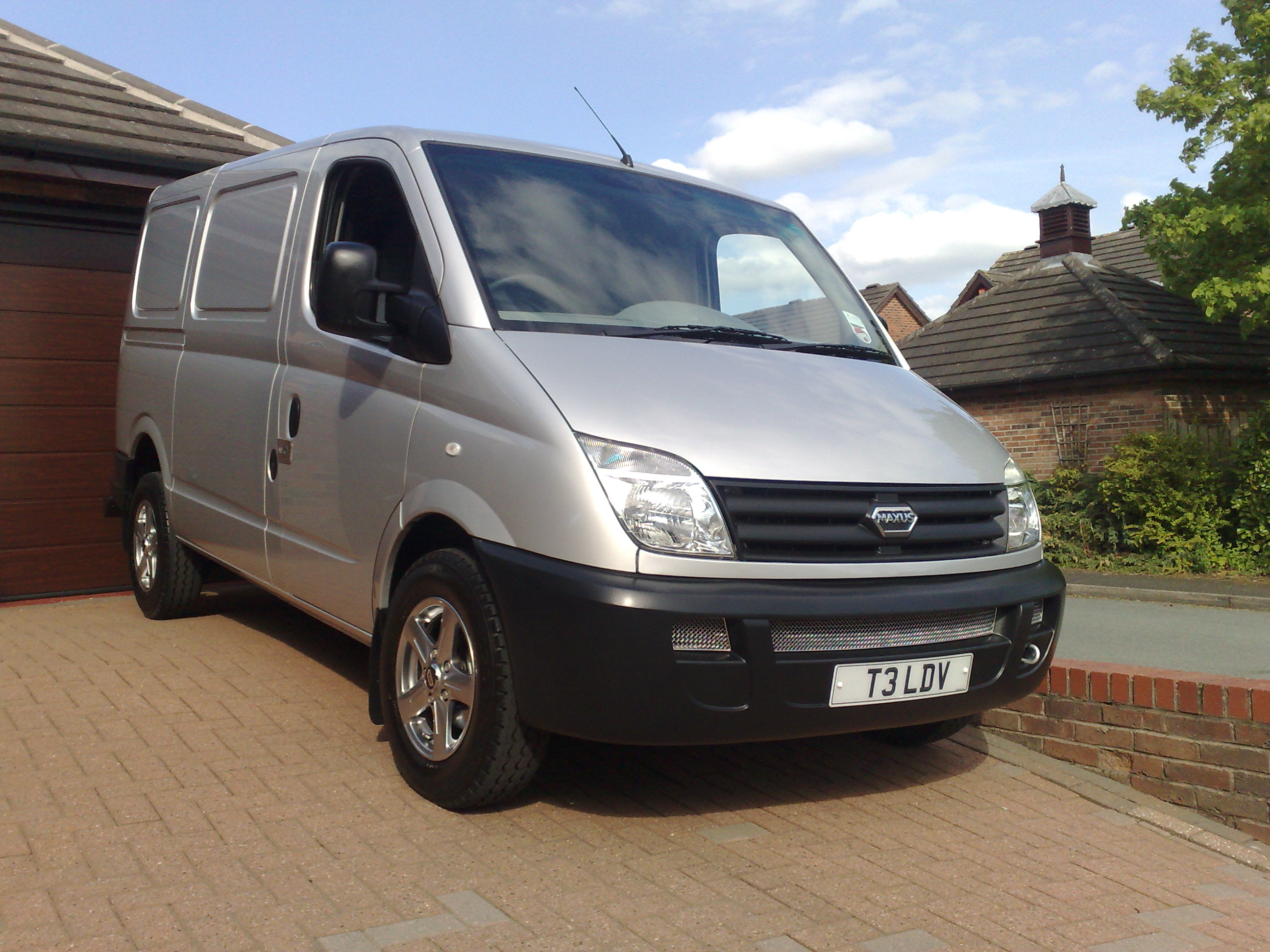
LDV Maxus bazujący na projekcie LD 100

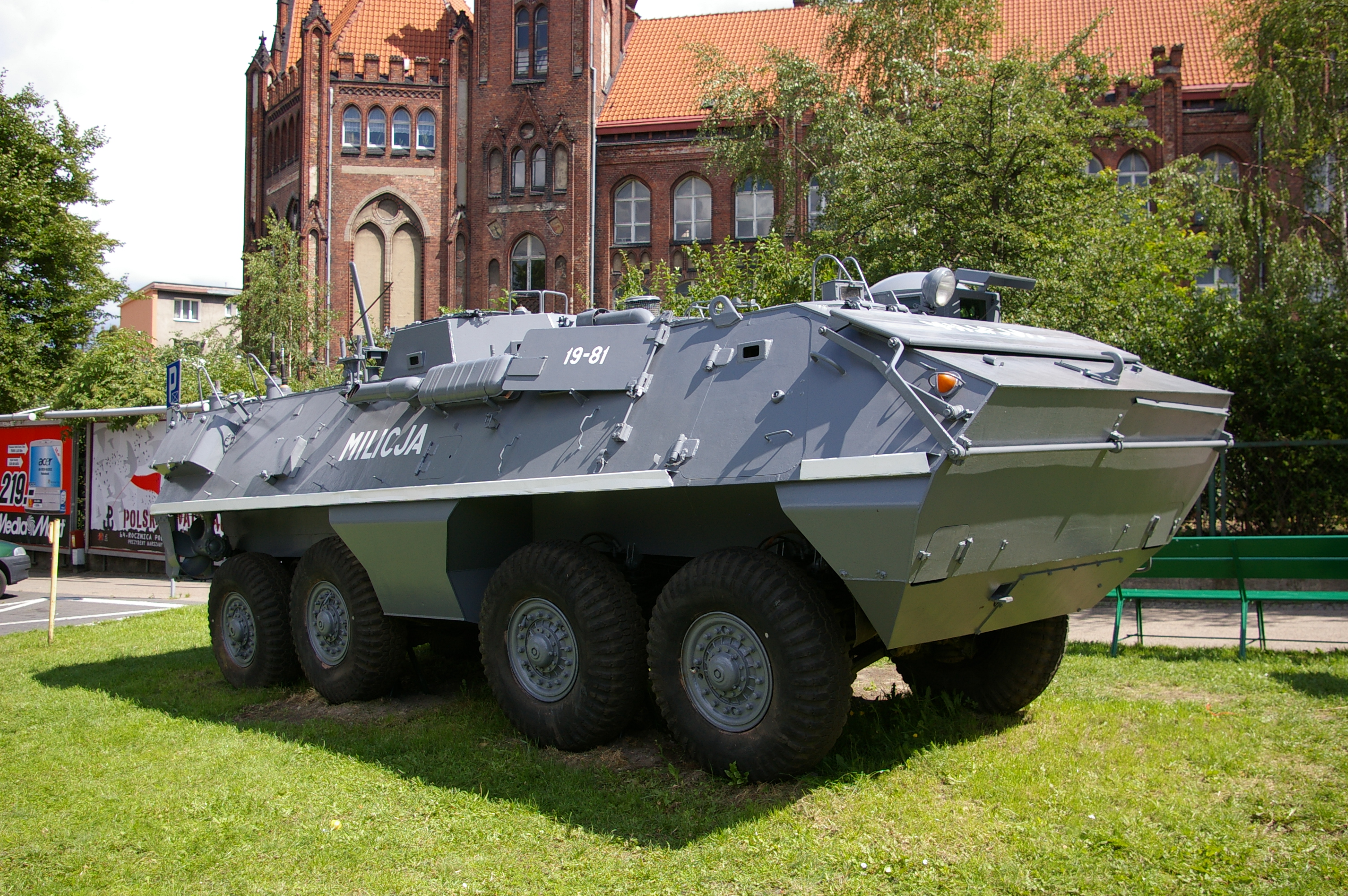
SKOT

Zgodnie z ówczesną polityką zakład uruchomił produkcję 7 listopada 1951, czyli w 34. rocznicę rewolucji październikowej. Z taśm zjechały, już wówczas przestarzałe, GAZ-y 51 z plakietką FSC i nazwą „FSC Lublin-51”. Równocześnie w Warszawie rozpoczęto produkcję M-20 Pobiedy. Lubelskie ciężarówki miały 2,5 t ładowności, silnik benzynowy i drewnianą kabinę kierowcy.
W roku 1951 wyprodukowano 88 samochodów Lublin 51. W roku następnym zwiększono produkcję do 2200 sztuk. Projekt wstępny przewidywał wzrost produkcji do 12 tys. aut rocznie. Ogółem z linii montażowej w Lublinie zjechało 17 500 polskich GAZ-ów 51. Produkcję licencyjną zakończono w 1958 roku. Kierownictwo starało się wprowadzać coraz więcej podzespołów krajowej produkcji. Od 22 lipca 1952 roku całość elementów drewnianych (kabina) pochodziła już z lubelskich zakładów.
Po pierwszych ciężkich latach FSC zaczęło się rozwijać. W kwietniu 1954 roku uruchomiono wydział normalizacji i zaczęto produkcję. Dwa lata później w roku 1956 oddano do użytku kuźnię, a w 1959 rozpoczęła się produkcja w wydziale kół i resorów. W wyniku ciągłego rozwoju fabryki majątek trwały w roku 1973 szacowano na 3 mld zł. W późniejszym czasie produkcja felg dla innych zakładów stała się specjalnością fabryki.
Po nieudanym wprowadzeniu na rynek polski Lublina-51, w roku 1959 rozpoczęto produkcję sztandarowego modelu w ponad 50-letniej historii FSC – Żuka. Lubelski Żuk był w całości wytworem polskiej myśli technicznej. Głównymi autorami nowego produktu FSC byli inżynierowie Stanisław Tański i Roman Skwarek. Skonstruowany przez przyzakładowe biuro konstrukcyjne i przy wykorzystaniu silnika i zespołów napędowych z Warszawy ruszył na podbój polskich dróg. W roku 1959 wyprodukowano 1084 Żuki, a w roku 1973 już 16,2 tys. sztuk. Tym samym udział lubelskiej FSC w rynku krajowym wzrósł z 30,2% w roku 1965 do 44,5% w 1973 r.
Lubelskie Żuki były eksportowane do wielu państw świata, w tym m.in. do Egiptu, gdzie montowano je w fabryce ELTRAMCO pod nazwą ELTRAMCO Ramzes od 1970 roku do lat 90., z części dostarczanych z Polski.

### Lata 60–80.
W latach 1963–1971 w Fabryce montowano licencyjny transporter opancerzony SKOT, który produkowano na potrzeby Sił Zbrojnych PRL i Czechosłowackiej Armii Ludowej. Łącznie zmontowano ok. 4500 pojazdów różnych wersji. Połowę wykonanych przez fabrykę pojazdów otrzymało Ludowe Wojsko Polskie.
Oprócz samochodów w FSC powstawało wiele komponentów dla wytwórni krajowych; kół, resorów, odlewów z żeliwa, odkuwek, wyrobów śrubowych, mostów napędowych etc. Do głównych odbiorców dostaw kooperacyjnych należały fabryki w Warszawie, Starachowicach, Bielsku–Białej. Szczyt liczby zatrudnionych FSC uzyskała w latach 70 XX w. Znaczna część pracowników wykształciła się w przyfabrycznym Zespole Szkół Zawodowych, w skład którego wchodziło Technikum Mechaniczne, Zasadnicza Szkoła Zawodowa i Średnie Studium Zawodowe. Fabryka stale się rozrastała, czego efektem było wchłonięcie w roku 1973 Zakładów Samochodów Rolniczych z Poznania-Antoninka (woj. wielkopolskie) i praw do produkcji samochodu rolniczo-terenowego FSR Tarpan.
FSC w Lublinie im. Bolesława Bieruta była wielokrotnie odznaczana wyróżnieniami państwowymi i odznaczeniami. Pięciokrotnie Sztandarem Prezesa Rady Ministrów, Orderem Sztandaru Pracy I klasy 20 lutego 1975 roku przez I Sekr. KC PZPR Edwarda Gierka.
Z końcem lat 80. zatrudnienie w fabryce zaczęło spadać, a związane to było m.in. z przemianami ustrojowymi i gospodarczymi w Polsce oraz z coraz bardziej przestarzałą konstrukcją Żuka. Trwały także prace nad następcą samochodu.

## Historia najnowsza
W 1991 roku zmieniono nazwę zakładu z Fabryka Samochodów Ciężarowych na Fabryka Samochodów w Lublinie i od tej pory samochody produkowane przez lubelską fabrykę (Żuk, a później Lublin) występowały pod marką FS. W 1993 roku rozpoczęła się produkcja samochodów dostawczych Lublin 33 oraz w ramach spółki joint-venture przedsiębiorstwo podjęło montaż samochodu osobowego Peugeot 405. W kolejnych latach zmontowano: 1993 – 1100 szt., 1994 – 1679 szt., 1995 – 1023 sztuki.
14 marca 1995 roku podpisano wstępne porozumienie z koreańskim koncernem Daewoo o powołaniu spółki na bazie lubelskiej Fabryki Samochodów. Umowę z azjatyckim partnerem parafowano 27 czerwca, natomiast działalność nowego podmiotu „Daewoo Motor Polska” została rozpoczęta 31 października 1995 roku. Udziałowcem większościowym została strona koreańska, włączając lubelski zakład w struktury koncernu Daewoo. W standardzie SKD montowano tu m.in. modele Nexia (listopad 1995 – kwiecień 1998), Musso (wrzesień 1998 – 2001) i Korando (koniec 1998–2000).
W latach 1998–2001 50% akcji brytyjskiej spółki LDV należało do Daewoo Motor Polska. Wspólnie z brytyjskim biurem projektowym (ex IAD) rozpoczęto prace nad następcą Lublina 3, w wyniku której powstał prototyp LD 100, do którego prawa i oprzyrządowanie zakupiła później spółka LDV, nadając mu nazwę LDV Maxus.
Po upadku Daewoo na polskim rynku w 2001 roku fabrykę przejęła od syndyka w dzierżawę spółka Andoria S.A. Projekt gotowego do produkcji Maxusa trzeba było sprzedać (nabywcą okazało się brytyjskie przedsiębiorstwo LDV), aby spłacić długi. W 2003 roku Andoria przekazała produkcję przedsiębiorstwu „Intrall Polska Sp. z o.o.”, należącemu do brytyjsko-rosyjskiego koncernu Intrall.
W 2007 roku w dawnej FS w Lublinie zatrudnionych było blisko 500 osób. Produkowano wówczas model Intrall Lublin 3Mi – wcześniej były wytwarzane Lubliny II i 3. Mocno zaawansowane były prace nad następcą Lublina o nazwie Lubo. 15 października 2007 roku sąd rejonowy ogłosił upadłość przedsiębiorstwa Intrall Polska. W połowie kwietnia 2008 roku rozpoczęto starania o produkcję Honkera oraz Lublina.
W styczniu 2009 roku do przetargu zgłosiły się warszawskie przedsiębiorstwo „Igma – pojazdy specjalne i opancerzone” oraz DZT Tymińscy. Negocjacje trwały kilka miesięcy, w tym czasie z rozmów wycofała się Igma. Ostatecznie w maju 2009 roku spółka DZT Tymińscy zakupiła od syndyka masy upadłościowej Daewoo Motor Polska prawa do produkcji samochodów Honker i Lublin oraz niezbędne do produkcji samochodów oddziały dawnych zakładów DMP.
Produkcji zmodernizowanego dostawczego Lublina o nazwie Pasagon przedsiębiorstwo DZT Tymińscy podjęło się w roku 2011, po przejęciu linii produkcyjnych dawnej DMP. Nowy samochód dostępny jest w wersjach furgon, podwozie, skrzyniowy i kombi, został w nim ponadto gruntownie zmieniony przód, są wygodniejsze fotele oraz przekonstruowano jego ramę. Posiada także zmodernizowany silnik Andorii, spełniający normy Euro IV. Docelowo producent zamierza produkować 10 tysięcy samochodów rocznie, także na eksport, a zatrudnienie w fabryce wyniesie 350 osób.
W 2009 roku przedsiębiorstwo DZT Tymińscy wygrało także przetarg w sprawie przejęcia majątku spółki. Zapłaciła ona za mienie po Daewoo 43 mln zł, a wraz z prawem do samochodu spółka zakupiła również m.in. montażownię, lakiernię, spawalnię, tłocznię i ośrodek badawczo-rozwojowy. W ogłoszeniu o przetargu na zakup praw do produkcji Honkera i majątku po DMP postawiono przyszłemu nabywcy kilka warunków, m.in.: kontynuowanie produkcji Honkera na terenie Polski, w oparciu o przedsiębiorców krajowych; kontynuowanie produkcji samochodów w zakładzie w Lublinie; przejęcie pracowników związanych z produkcją samochodów; realizację umów na dostawy oraz umów gwarancyjnych zawartych z odbiorcami przez dotychczasowego producenta; zapewnienie dostaw części zamiennych i zespołów w ilościach zamawianych przez odbiorców w okresie 10 lat eksploatacji pojazdów; przejęcie materiałów i półfabrykatów do produkcji Honkera i narzędzi do produkcji samochodów. Zakład przygotowuje również specjalistyczny samochód dla kopalni rudy miedzi (KGHM).
Ponadto od 2011 do 2014 roku Ursus S.A. montował w Lublinie (na terenie byłej FSC) chińskie pick-upy marki ZX Grand Tiger.
Od 2012 r. w dawnej FSC w Lublinie produkowane są Honker 4 X 4 i Honker Cargo. Pojazdy te produkuje Fabryka Samochodów Honker Sp. z o.o., będąca własnością DZT Tymińscy SJ.

## Kalendarium fabryki
- 1938 – wrzesień, rozpoczęcie budowy nowego obiektu przedsiębiorstwa Lilpop, Rau i Loewenstein na przedmieściach Lublina, w którym przewidywano uruchomienie produkcji silników, tylnych mostów i układów kierowniczych; (wybuch wojny przekreślił te zamiary) powstanie hali montażowej samochodów osobowych i ciężarowych – opartej na licencji amerykańskiej firmy Chevrolet (General Motors).
- 1948 – decyzja o powstaniu lubelskiej fabryki na kongresie Zjednoczeniowym PPS i PPR.
- 1950 – rozpoczęcie budowy Fabryki Samochodów Ciężarowych w Lublinie.
- 1951 – 7 listopada powstają pierwsze pojazdy FSC Lublin-51 w lubelskiej fabryce.
- 1954 – w kwietniu uruchomiono wydział normalii i zaczęto produkcję.
- 1956 – oddano do użytku kuźnię.
- 1958 – uruchomienie produkcji samochodów FSC Żuk.
- 1959 – rozpoczęła się produkcja w wydziale kół i resorów.
- 1963 – w październiku we współpracy z czeskim przedsiębiorstwem Avia rozpoczęto produkcję w transporterów opancerzonych SKOT.
- 1971 – w lipcu nastąpiło zakończenie produkcji transporterów opancerzonych SKOT
- 1973 – włączenie do FSC Zakładów Samochodów Rolniczych z Antoninka (woj. wielkopolskie) i praw do produkcji Tarpana.
- 1973 – wzrost udziału FSC w krajowym rynku do 44,5%.
- 1980 – pracownicy FSC Lublin biorą udział w strajkach Lubelskiego Lipca.
- 1991 – zmieniono nazwę zakładu z Fabryka Samochodów Ciężarowych na Fabryka Samochodów w Lublinie i od tej pory samochody produkowane przez lubelską fabrykę (Żuk, a później Lublin) występowały pod marką FS.
- 1993 – podpisano umowę z koncernem Peugeot, na mocy której rozpoczęto montaż w systemie SKD samochodów osobowych Peugeot 405. Rozpoczęto produkcję następcy samochodu FS Żuk, któremu nadano nazwę FS Lublin 33.
- 1995 – po zmontowaniu 3802 egzemplarzy samochodów Peugeot 405 zakończono współpracę z koncernem Peugeot. W czerwcu FS Lublin podpisuje z przedsiębiorstwami „Daewoo Corporation” i „Daewoo Heavy Industries Co.” z Korei Południowej umowę joint-venture. W październiku zarejestrowano spółkę „Daewoo Motor Polska Sp. z o.o.”, która kontynuowała produkcję samochodów FS Żuk i FS Lublin. Jednocześnie podjęto prace modernizacyjne samochodów Lublin. W listopadzie spółka rozpoczęła montaż, w systemie SKD, koreańskich samochodów osobowych Daewoo Nexia.
- 1996 – rozpoczęto montaż w systemie SKD samochodów Avia i LDV, odkupiono od FSR Poznań prawo do przemysłowej produkcji samochodu Honker.
- 1997 – uruchomiono produkcję samochodów Lublin w wersji furgon, rozpoczęto produkcję samochodu Daewoo Lublin II oraz Honker,
- 1998 – 13 lutego zakończono produkcję samochodów FS Żuk, w sumie wyprodukowano 587 500 samochodów. W pierwszym kwartale zakończono montaż samochodów Nexia, w sumie zmontowano 40 880 samochodów. Rozpoczęto w systemie SKD montaż samochodów osobowo-terenowych Musso i Korando (do 2001 roku zmontowano ich 1059 sztuk).
- 1999 – zakończono montaż samochodów Avia i LDV, w sumie zmontowano 3500 samochodów. Rozpoczęto produkcję samochodów „Daewoo Lublin 3".
- 2001 – upadłość Daewoo Motor Polska Sp. z o.o.
- 2002 – Wytwórnia Silników Wysokoprężnych ANDORIA SA z Andrychowa wydzierżawia infrastrukturę produkcyjną w zakresie wytwarzania samochodów, wznowiono produkcję samochodów Lublin 3 i Honker z silnikami 4C90 z Andrychowa.
- 2003 – 22 września International Truck Alliance Limited z siedzibą w Londynie w Wielkiej Brytanii nabywa prawa sprzedaży i produkcji samochodów dostawczych, a w dniu 28 listopada powołuje i rejestruje „Intrall Polska Sp. z o.o.”.
- 2004 – 1 stycznia wznowiono produkcję samochodów Lublin 3 i Honker.
- 2005 – rozpoczęto sprzedaż samochodu Intrall Lublin 3Mi.
- 2006 – 15 września na terenie zakładu odbyła się prapremiera nowego samochodu dostawczego Lubo
- 2006 – w lutym powstaje nowy model samochodu terenowego Honker 2006.
- 2006 – w kwietniu „International Truck Alliance Ltd.”, właściciel „INTRALL Polska Sp. z o.o.” nabywa aktywa, prawa intelektualne i znak towarowy „PRAGA Čáslav” oraz prawa sprzedaży i produkcji samochodów ciężarowych Praga (Czechy). We wrześniu, na targach motoryzacyjnych Internationale Automobil Ausstellung 2006 w niemieckim mieście Hanowerze, „Intrall Polska Sp. z o.o.” prezentuje nową rodzinę samochodów dostawczych Lubo zaprojektowaną i stworzoną przez Ośrodek Badawczo-Rozwojowy „Intrall Polska Sp. z OO”.
- 2007 – wiosną zakończono produkcję, zaś 15 października Sąd Rejonowy w Lublinie ogłosił upadłość spółki „Intrall Polska”, która produkowała samochody dostawcze Lublin 3Mi oraz samochody terenowe Honker.
- 2009 – przedsiębiorstwo DZT Tymińscy podjęło się produkcji samochodów Honker.
- 2010 – 16 września odbyła się premiera zmodernizowanego Lublina – samochodu DZT Pasagon. 3 stycznia 2011 rusza produkcja seryjna.
- 2011 – 20 grudnia spółka POL-MOT Warfama SA (dzisiaj Ursus S.A.) uruchamia w wydzielonej części fabryki montownię ciągników rolniczych marki Ursus. Od roku 2011 do 2014 to samo przedsiębiorstwo montowało na terenie fabryki licencyjne chińskie pick-upy marki ZX Grand Tiger. Pierwszym ciągnikiem z taśmy produkcyjnej zjechał Prezydent Miasta Lublin Krzysztof Żuk.
- 2012 – we wrześniu przedsiębiorstwo DZT Tymińscy podjęła decyzję o zmianie nazwy przedsiębiorstwa z Fabryka Samochodów Ciężarowych w Lublinie na Fabryka Samochodów Honker Sp. z o.o. Zaznaczyła przy tym, że samochody terenowe i dostawcze będą produkowane od tej chwili pod marką Honker. W końcu wakacji rozpoczęto sprzedaż samochodu Honker Cargo (wcześniej DZT Pasagon i Honker Van). Do końca września zarejestrowano 48 sztuk.

## Dyrektorzy naczelni fabryki
- 1950-1954 – K. Gielewski
- 1954-1956 – H. Sztraj
- 1956-1957 – B. Brajte
- 1957-1958 – Z. Nawrocki
- 1958-1959 – A. Brykalski
- 1960-1962 – W. Kwiatkowski
- 1962-1974 – G. Krupa
- 1974-1982 – H. Pawłowski
- 1982-1985 – H. Jasiński
- 1985-1987 – A. Malinowski
- 1988-1995 – Z. Prus
- 1996-1997 – W. Włoch

## Zatrudnienie
Zatrudnienie w lubelskiej fabryce. Prognoza zakładała nawet 20 tys. osób.
- 1966 – 8 tys.
- 1969 – 10 tys.
- 1973 – 13 tys. (1300 inżynierów i techników)
- 1977 – 10 tys.
- 1980 – 12 tys.
- 1981 – 14 tys.[11]
- 1984 – 10 tys.
- 1995 – 6 tys.
- 2001 – 1725
- 2007 – 500
- 2013 – 170 (Fabryka Samochodów Honker), 3 tys. (cały teren dawnej FSC)[12]

## Pojazdy
Do samochodów, które zostały stworzone i były produkowane w lubelskiej fabryce należą:
- FSC Lublin-51
- FSC Żuk (FS Żuk)
- FS Lublin (Daewoo Lublin, Andoria Lublin, Intrall Lublin)
- Intrall Lubo
- Honker
- Honker Cargo